# 珍妮·西蒙
珍妮·西蒙（英語：Jenny Symon，1953年12月7日—），澳大利亚女子田径运动员。她曾代表澳大利亚参加1974年英联邦运动会田径比赛，获得女子标枪银牌和女子跳高第11名。